# Beaulieu-sur-Loire
Beaulieu-sur-Loire é uma comuna francesa na região administrativa do Centro, no departamento Loiret. Estende-se por uma área de 48,35 km². Em 2010 a comuna tinha 1 814 habitantes (densidade: 37,5 hab./km²).